# 造幣局の一覧
造幣局の一覧（ぞうへいきょくのいちらん）は、貨幣を製造する造幣局（企業・組織）の一覧である。紙幣を製造する印刷局については印刷局の一覧を参照

## アイスランド
- アイスランド中央銀行

## アイルランド
- アイルランド中央銀行・金融サービス機構造幣局[注釈 1] カレンシー・センター (造幣印刷工場) ダブリン郊外サンディフォード

## アメリカ合衆国
政府機関
アメリカ合衆国造幣局
- - ウェストポイント造幣局 West Point Mint
  - カーソンシティ造幣局 Carson City Mint
  - サンフランシスコ造幣局 San Francisco Mint
  - シャーロット造幣局 Charlotte Mint
  - ダロネガ造幣局 Dahlonega Mint
  - デンバー造幣局 Denver Mint
  - ニューオーリンズ造幣局 New Orleans Mint
  - フィラデルフィア造幣局 Philadelphia Mint

一般企業
- Great American Mint and Refinery

## アルゼンチン
- アルゼンチン共和国造幣局 Casa de Moneda de la Republica Argentina

## アンドラ
- アンドラ造幣局 Servei D'Emissions Vegueira Episcopal Euro 導入後、コレクター向けの切手を発行

## イギリス
政府機関
- 王立造幣局
- スコットランド造幣局 Mints of Scotland（ -1814年）

一般企業
- キングズ=ノートン・ミント (Kings Norton Mint)  IMI plc の傘下
- コモンウェルス・ミント株式会社 (The Commonwealth Mint) バーミンガム・ミント株式会社の傘下
- セントポール・ミント株式会社 (St Paul's Mint)
- ソーホー貨幣製造所 Soho Mint マシュー・ボールトンが創設、廃業。
- タワー・ミント株式会社 The Tower Mint [注釈 2]
- バーミンガム・ミント株式会社 Birmingham Mint マシュー・ボールトンの貨幣製造会社「ソーホー貨幣製造所」から設備を導入して創業。
- ポブジョイ・ミント株式会社 Pobjoy Mint ヨーロッパ最大の貨幣製造会社。規準検査用の非金属硬貨、試作の硬貨 (pattern coins) を生産[注釈 3][1]

## イスラエル
- イスラエル通貨メダル株式会社 (ICMC) (Israeli Coins & Medals Corporation) 1958年に政府機関として設立、2008年に一般企業化

## イタリア
- イタリア国立造幣局 Istituto Poligrafico e Zecca dello Stato
- マルタ造幣局 (Mint of the Sovereign Military Order of Malta) ローマ市
- ヴェネツィアのゼッカ（Zeccaはイタリア語で造幣局の意、現在は国立マルチャーナ図書館の一部）

## イラク
- イラク中央銀行 Central Bank of Iraq (英語版)

## インド
- インド政府造幣局
  - ムンバイ造幣局 マハーラーシュトラ州ムンバイ
  - コルカタ造幣局 西ベンガル州コルカタ
  - ハイデラバード造幣局 テランガーナ州ハイデラバード
  - ノイダ造幣局 ウッタル・プラデーシュ州ノイダ Noida, Uttar Pradesh.

## インドネシア
- インドネシア共和国印刷公社 Perum Peruri (英語版) 正式名称 Perum Percetakan Uang Republik Indonesia (Money Printing Public Company of the Republic of Indonesia)

## ウクライナ
- ウクライナ国立銀行

## エジプト
- エジプト中央銀行 (Egyptian Mint)

## 沿ドニエストル共和国
- 沿ドニエストル共和国銀行 (Trans-Dniester Republican Bank) (英語版)

## オーストラリア
- 王立オーストラリア造幣局
  - シドニー造幣局
  - パース造幣局 Perth Mint (英語版)
  - メルボルン造幣局　Melbourne Mint (英語版)

## オーストリア
- オーストリア造幣局（英語版） - 1991年から駐日事務所が設けられている[2]
- ハーゼック城 - 元は重要な街道・塩鉱を防衛するためにつくられたが、	1477年から通貨を製造している。初の完全年号入り大型銀貨グルデングロッシェン銀貨（英語版）[3]やターラー銀貨を鋳造。1806年に廃止された後は、コイン博物館となっており、当時の製造法の再現も行われている。

Burg Sparberegg（1477 - 1567年） - 1567年からハーゼック城に移転した。

## オランダ
- 王立オランダ造幣局 Royal Dutch Mint (英語版)

## カザフスタン
- 国立銀行紙幣印刷局 Banknote Factory of the National Bank of the Republic of Kazakhstan
- 国立銀行造幣局 The Kazakhstan Mint of the National Bank of the Republic of Kazakhstan

## カナダ
- 王立カナダ造幣局 Royal Canadian Mint (英語版)

## キプロス
- キプロス中央銀行 Central Bank of Cyprus  (英語版)  2017年まで旧キプロス・ポンド紙幣・貨幣を兌換

## キューバ
- キューバ中央銀行国営造幣局 Casa da Moeda do Cuba (英語版)

## ギリシア
- ギリシャ銀行

## クロアチア
- クロアチア造幣協会 Croatian Monetary Institute (英語版) ザグレブ

## ケーマン諸島
- ケーマン諸島造幣公社 Cayman Islands Monetary Authority[4]　(英語版)

## コスタリカ
- コスタリカ中央銀行 Banco Central de Costa Rica (英語版)

## コロンビア
- コロンビア 造幣局 (Colombian Currency House) Casa de la Moneda de Colombia (英語版)

## シエラレオネ
- シエラレオネ硬貨製造所 Sierra Leone Mint Company (英語版)

## シンガポール
- シンガポール造幣局 Singapore Mint (英語版)
- 国際貴金属鋳幣私人有限公司 International Bullion Mint Pte Ltd (英語版) 政府指定企業、記念硬貨・コレクション用硬貨やインゴッドの製造販売

## ジンバブエ
- ジンバブエ造幣局 Zimbabwean Mint ブラワヨ (英語版)

## スイス
- スイス国立銀行
- スイス造幣局 Swissmint (フランス語版) もしくは Swissmint (ドイツ語版)

## スウェーデン
- スウェーデン貨幣製造会社 AB Myntverket AB Myntverket (スウェーデン語版)もしくはMyntverket (英語版)

## スペイン
- スペイン王国造幣局 Fabrica Nacional de Moneda y Timbre|Real Casa de la Moneda Fábrica Nacional de Moneda y Timbre (通称 Real Casa de la Moneda) (英語版)
- フビア造幣局 Casa de Moneda de Jubia (英語版) (1812–1868)

## スロバキア
- クレムニツァ造幣局 Kremnica Mint (英語版) もしくはMincovňa Kremnica (スロバキア語版)

## セルビア
- セルビア造幣印刷研究所 (英語版) Zavod za izradu novčanica i kovanog novca - Topčider (セルビア語) (英語表記は The Institute for Manufacturing Banknotes and Coins (ZIN)

## 大韓民国
- 韓国造幣公社 (KOMSCO) Korea Minting and Security Printing Corporation (英語版)

## チェコ共和国
- プラハ造幣局(英語版)、プラハ

## チャネル諸島
- ジャージーセント・ヘリア造幣局 かつて200年にわたり貨幣の変遷があった[4]

## チリ
- サンティアゴ造幣局 (英語版) Casa de Moneda de Chile (Santiago Mint) 1743年創設

## 中国
- 中国中央造幣局 China Banknote Printing and Minting Corporation 中国印钞造币总公司 (英語版)
  - 瀋陽造幣廠 - 敷地内に造幣博物館を持つ[5]。
  - 南京造幣廠（zh:南京造币厂）
  - 上海造幣廠（zh:上海造币厂）
  - （zh:深圳国宝造币）
- zh:陰間銀行 - 死後の人用の冥銭紙幣を擦っている銀行
- 香港
  - 香港金融管理局
  - 香港造幣廠 香港造幣局 (英語版)

## 中華民国（台湾）
- 中央造幣廠 中國中央造幣局 (英語版)

## デンマーク
- デンマーク国立銀行 Danmarks Nationalbank (英語版) Danmarks Nationalbanken　(デンマーク語)
- Royal 王立デンマーク造幣局 コペンハーゲン

## ドイツ
連邦政府の造幣局は各州にそれぞれ置く
- バーデン＝ヴュルテンベルク州 Staatliche Münzen Baden-Württemberg (SMBW) (英語版)カールスルーエとシュトゥットガルト造幣局合併により誕生
- バイエルン州 Bavarian Central Mint (BCM) (英語版) ミュンヘン
- ハンブルク特別市 Hamburgische Münze (英語版)
- ベルリン造幣局 Staatliche Münze Berlin (SMB) (英語版) 1750年創設

一般企業
- B.H. マイヤー貨幣製造株式会社 B.H. Mayer's Kunstprägeanstalt GmbH バイエルン州カールスフェルト
- ライプツィヒ貴金属貨幣製造会社 Leipziger Edelmetallverarbeitung GmbH ザクセン州ライプツィヒに近いエスペンハイン Espenhain near Leipzig

## トルコ
- トルコ国立造幣印刷局 トルコ大国民議会の機関で、紙幣印刷と発行を CBRT に移管 [6]

## ナイジェリア
- ナイジェリア中央銀行造幣印刷局 (Nigerian Security Printing and Minting plc)　自国通貨の国内発行 (2008年目処) と、西・中央アフリカ諸国の通貨発行を目指す。

## 日本
- 造幣局 (日本)

## ニュージーランド
- ニュージーランド準備銀行
- ニュージーランド造幣局 The New Zealand Mint (英語版)

## ノルウェー
- ノルウェー造幣局 Mint of Norway

## パキスタン
- パキスタン造幣局 Pakistan Mint (イギリス領インド時代のラホール造幣局を継承)

## バチカン
- 教皇庁造幣局（英語版）

## バミューダ諸島
- バミューダ金融公社 Bermuda Monetary Authority

## パレスチナ
- Palestine Mandate Coins and Banknotes 　現在はイスラエルに依存[7]

## ハンガリー
- Magyar Pénzverő ハンガリー造幣局 Hungarian Mint (英語版)

## フィジー
- フィジー造幣局 独立25周年記念貨幣ほか記念硬貨

## フィリピン
- マニラ造幣局 Manila Mint (英語版)
- 精密印刷施設 Security Plant Complex (英語版)

## フィンランド
- フィンランド造幣局 Mint of Finland (英語版)

## ブラジル
- ブラジル造幣局 Casa da Moeda do Brasil (英語版)

## フランス
- パリ造幣局

## フランス太平洋植民地
- フランス太平洋造幣所 Institut d'émission d'outre-mer (フランス語版)

## ブルガリア
- ブルガリア造幣局 Bulgarian Mint (英語版)

## ベネズエラ
- ベネズエラ中央銀行 Central Bank of Venezuela (英語版)

## ベルギー
- ベルギー王立造幣局 Monnaie royale de Belgique (名称は Royal Belgian Mint あるいは Monnaie Royale de Belgique あるいは Koninklijke Munt van België)

## ペルー
- リマ造幣局 Casa de Moneda de Lima (英語版)

## ポーランド
- ポーランド造幣局 Mennica Polska S.A. (英語版)

## ポルトガル
- 国立造幣局 Imprensa Nacional - Casa da Moeda SA (英語版)

## マカオ
- マカオ政府造幣所 Instituto Emissor de Macau E.P. (Macao SAR)  (英語版) 2014-2015年期から中国の特区、造幣所は停止。

## マレーシア
- Kilang マレーシア王立中央銀行  Wang Bank Negara Malaysia (The Royal Mint of Malaysia) ペラ州クアラカンサル (英語版)
- [Mariwasa Kraftangan Sdn. Bhd. マレーシア中央銀行] (Bank Negara) (英語版)　ケランタン州ディナール、ペラ州ディナールとディルハムを発行

## 南アフリカ
- 南アフリカ造幣公社 The South African Mint Company (英語版)

## メキシコ
- メキシコ造幣局 Mexican Mint (Casa de Moneda de México)

## ヨルダン
- ヨルダン中央銀行 Central Bank of Jordan (英語版)　現行の造幣局。パレスチナ造幣局から法定通貨を支給される時代 (イギリス所在の造幣機関) を経て1964年より独自に発行

## ヨーロッパ連合
- ユーロミント・プロジェクト Euromint Project  (英語版)　ヨーロッパ委員会 (E.C.) が域内地域との協力プログラムで企画した「中近世の造幣所の保存と復元」プロジェクト。ポルトガル (ポルト) 、スペイン (セゴビア) 、チェコ共和国 (クトナー・ホラ) が国際協力

## リトアニア
- リトアニア造幣局 Lithuanian Mint (英語版)

## ルクセンブルク
- ルクセンブルク造幣局  (BCEE) La Banque et Caisse d'Epargne de L'Etat (英語版) 現行通貨はEU

## レソト
- レソト中央銀行造幣所 Currency Central Bank of Lesotho (英語版)

## ルーマニア
- ルーマニア国立銀行 Monetăria Statului  (英語版)

## ロシア
- サンクトペテルブルク造幣局 Saint Petersburg Mint (英語版)
- モスクワ造幣局（英語版）

過去に稼働してた造幣局
- エカテリンブルグ造幣局（ロシア語版）(1725年 - 1876年)